# ذائقه شخصی
ذائقه شخصی(انگلیسی:personal taste) (هانگول:개인의 취향) سریالی در سبک رمانتیک کمدی درام محصول کشور کره جنوبی که از شبکه کی بی اس در سال ۲۰۱۰ در ۱۶ قسمت پخش شد. از بازیگران آن می‌توان به لی مین هو و سون یه-جین اشاره کرد.

## خلاصه داستان
این سریال براساس رمانی به نوشته لی سی-این با همین نام ساخته شده‌است و داستان رئیس شرکتی به نام جون جین هو است که به ورشکستگی برخورده و برای جبران این کار، مجبور است پروژه بزرگی را به دست گیرد، این پروژه طرح گرفتن از خانه‌ای قدیمی به نام سانگوجه است که دختر شلخته و تقریباً سن بالایی به نام پارک که این در آن زندگی می‌کند و با فرض اشتباهی که جون جین هو همجنسگرا است قسمتی از خانه را به او اجاره می‌دهد و کم کم عاشق او میشود بعد از مدتی جین هو به او کمک میکند تا تبدیل به یک زن شود تا مردان او را دوست داشته باشند جین هو که واقعا عاشق گه این نبوده کم کم عاشق او میشود 
کم کم راز خانه ی سانکوجه در حال کشف شدن است و معلوم میشود که مرگ مادر گه این به صورت ناخاسته توسط خودش در کودکی صورت گرفته است